# Bojong Sempu
Bojong Sempu is een bestuurslaag in het regentschap Bogor van de provincie West-Java, Indonesië. Bojong Sempu telt 10.583 inwoners (volkstelling 2010).